# بروس سميث (لاعب كرة قدم كندية)
بروس سميث (بالإنجليزية: Bruce Smith)‏ هو لاعب كرة قدم كندية أمريكي، ولد في 28 مارس 1949 في هانتسفيل في الولايات المتحدة، وتوفي في 3 يناير 2013 في تورونتو في كندا.

## وصلات خارجية
- بروس سميث على موقع JustSportsStats.com (الإنجليزية)